# Turbulator
Turbulator je naprava, ki pretvori laminarni tok v turbulentnega. Uporablja se na letalskih krilih in tudi v industriji npr. pri izmenjevalnikih toplote in kjer je potrebno mešanje fluidov.
Ko zrak potuje čez krilo, je tok sprva laminaren, ko se oddaljuje od sprednjega dela, pa postaja vse bolj turbulenten. 
Za čimboljše aerodinamične lastnosti (manjši zračni upor) je zaželen laminarni tok po čimvečji globini profila krila. Na neki točki na krilu se hitrost toka upočasni, zato je na tej točki možno odtrganje mejne plasti. Odtrganje mejne plasti od površine prinaša znatno povečanje zračnega upora, v skrajnem primeru pa tudi izgubo vzgona. 
Turbulator povzroči prehod laminarnega toka v turbulentni tok, ki ima večjo kinetično energijo, zato do odcepitve mejne plasti pride kasneje. Čeprav turbulentni tok prinaša višji zračni upor od laminarnega toka, je ta še vedno precej manjši, kot v primeru odcepitve mejne plasti.
Turbulatorji se namestijo na mesto, kjer pride do odcepitve toka tekočine, kar se enostavno določi s t.i. oljnim testom.
Podaljšan sprednji rob krila in generator vrtincev sta turbulatorju sorodni strukturi, ki vzdolž profila krila ustvarita vrtince, s čimer se ustvari turbulentni tok z večjo odpornostjo na odcepitev.
Podobno, kot pri letalskih krilih, se turbulatorji uporabljajo tudi pri žogicah za tenis in golf - pri prvi turbulator predstavljajo dlačice, pri drugi pa vdolbinice na površini.